# Integritás Hatóság

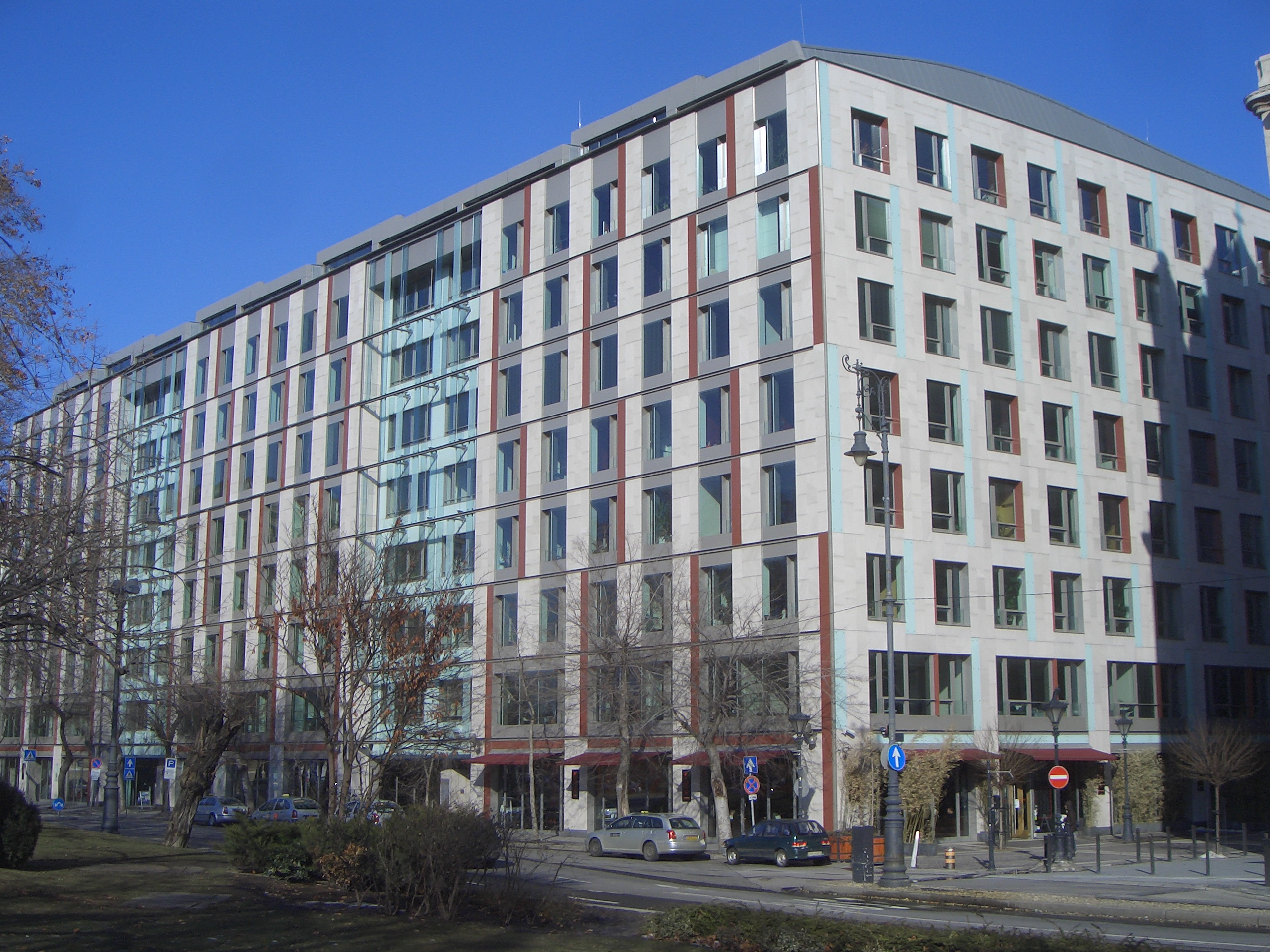
Az Integritás Hatóság székhelye a budapesti Széchenyi téri Roosevelt irodaházban található

Az Integritás Hatóság (IH) magyar autonóm államigazgatási szerv. Az IH minden olyan esetben fellép, ahol álláspontja szerint valamely, az európai uniós források felhasználása vagy annak ellenőrzése körében feladat- és hatáskörrel rendelkező szervezet, ideértve a szerződéskötőt is, nem tette meg a szükséges lépéseket olyan csalás, összeférhetetlenség, korrupció és egyéb jogsértés vagy szabálytalanság megelőzésére, felderítésére és kijavítására, amely érinti az európai uniós költségvetéssel való hatékony és eredményes pénzgazdálkodását vagy az Európai Unió (EU) pénzügyi érdekeinek védelmét, vagy ennek komoly kockázata felmerül.
A IH hatáskörrel rendelkezik különösen az EU-tól részben vagy egészben pénzügyi támogatásban részesülő tervezett, folyamatban lévő vagy korábbi intézkedések vagy projektek vizsgálata tekintetében. Ugyanakkor nyomozati vagy vádemelési jogkörei nincsenek, és erősen korlátozott az adathozzáférési lehetősége. A vizsgálatok eredményét sem hozhatja nyilvánosságra. 2024-ben az IH vezetője azt közölte, hogy a hatóság jogkörei nem elegendők, továbbá még a biztosított jogkörök sem végrehajthatók.

## Neve
Az „integritás” szó jelentése becsületesség, erkölcsi feddhetetlenség.

## Története
Az államháztartásról szóló 2011. évi CXCV. törvény 8/A. §-a alapján az európai uniós költségvetési források felhasználásának ellenőrzéséről szóló 2022. évi XXVII. törvény szerint alapították 2022. november 4-én. Az ötödik Orbán-kormány azért kényszerült a megalapítására, mert az Európai Unió a jogállamisági – vagy más néven kondicionalitási – mechanizmus keretében indított eljárás során korrupcióellenes lépéseket várt el tőle a zárolt EU-s pénzügyi források felszabadítása érdekében.
Az IH első vezetőit Windisch László, az Állami Számvevőszék (ÁSZ) elnöke pályázat útján választotta ki, és javaslatára Novák Katalin köztársasági elnök nevezte ki 6 évre 2022. november 4-én.
Elindult a hatóság anonimitást is lehetővé tévő bejelentőrendszere, ahová várják azokat az állampolgári bejelentéseket, amelyek segíthetnek az európai uniós támogatásokkal kapcsolatos csalások, összeférhetetlenség, korrupció vagy egyéb jogsértés, szabálytalanság feltárásában. 
Az IH 2024 végén 109 fővel működött.
A vizsgálatok száma:
- 2022–2023-ban: 15
- 2024-ben: 33

### Bűnügyi gyanúsítás az elnöke ellen
2025. január 16-án a Központi Nyomozó Főügyészség jelentős értékre elkövetett hűtlen kezelés és hivatali visszaélés gyanúja miatt gyanúsítottként hallgatta ki a hatóság elnökét, Biró Ferenc Pált, ezzel párhuzamosan az IH épületében a rendőrség házkutatást tartott. Biró a vádakat visszautasította, a gyanúsítás ellen panasszal élt.

### Vezetői
2022-től:
- Elnök: Biró Ferenc Pál
- Elnökhelyettesek: Holbusz Tímea és Dabóczi Kálmán.

## Feladata
Az európai uniós források felhasználásával kapcsolatos csalás, összeférhetetlenség, korrupció vagy más jogsértés kivizsgálása. Elemző és javaslattevő feladatai mellett az Integritás Hatóság hatósági ellenőrzést és vizsgálati eljárást is folytat, illetve kezdeményezheti más szerv eljárását.

## Alaptevékenységei
- Elemző és javaslattevő feladatok: integritáskockázat-értékelési gyakorlatot folytat, évente elemző integritásjelentést készít, évente és eseti jelleggel ajánlásokat ad ki.
- Közigazgatási hatósági jogkör: európai uniós forrásból megvalósuló, vagy megvalósítani tervezett közbeszerzésekkel összefüggésben hatósági ellenőrzés, EU forrásból megvalósuló közbeszerzésekkel összefüggésben tájékoztatási kötelezettséget írhat elő, közbeszerzési eljárásból kizárt jogi személyekről, egyéni cégekről és egyéni vállalkozókról (a továbbiakban együtt: gazdasági szereplő) nyilvántartást vezet.
- Ellenőrzi az európai támogatásokat auditáló szerv foglalkoztatottjai által megtett összeférhetetlenségi nyilatkozatokat.
- Vizsgálatot folytat európai uniós források felhasználásával kapcsolatos visszaélésekről csalásokról, összeférhetetlenségről, korrupcióról vagy egyéb jogsértésről, szabálytalanság feltárására irányuló bejelentések, panaszok kapcsán.

## Külső hivatkozások
- Az Integritás Hatóság honlapja
- Ez egy kleptokrata rendszer, amin egy új hatóság létrehozása semmit nem változtat  – 444.hu, 2022. november 17.
- „Javaslataink nem nyerték el a kormányzati oldal támogatását” – az új korrupcióellenes állami szervezetek első éve – Szabad Európa.hu, 2024. március 29.

### Éves jelentések
Az IH éves elemző integritásjelentései:
- 2022 PDF
- 2023 PDF
- 2024 PDF